# آخرین بازمانده از ما: رهاشده
آخرین بازمانده از ما: رها شده (به انگلیسی: The Last of Us: Left Behind) یک بازی اکشن-ماجراجویی است که توسط ناتی داگ ساخته و توسط سونی اینتراکتیو انترتینمنت منتشر شده‌است. بازی به‌طور جهانی برای پلی‌استیشن ۳ در ۱۴ فوریه ۲۰۱۴ به عنوان بسته الحاقی قابل بارگیری برای آخرین بازمانده از ما منتشر شد. جهان بازی در یک دنیای پسا-آخرالزمانی قرار دارد و بین دو داستان روایت می‌شود: داستان اول سه هفته قبل از وقایع The Last of Us جریان دارد و الی را دنبال می‌کند که وقت خود را با بهترین دوستش رایلی در یک مرکز تجاری متروکه در بوستون می‌گذراند. دومین قسمت در فصل «زمستان» از فصل‌های «آخرین نفر از ما» اتفاق می‌افتد و در این قسمت، الی سعی می‌کند تا در یک مرکز متروکه در کلرادو برای درمان جوئل که در یک کمین به شدت زخمی شده، تجهیزات پزشکی تهیه کند و در این میان با دشمنان سر و کله می‌زند و خاطراتش با رایلی یادآوری می‌کند.
این بازی بعداً در نسخه The Last Of Us Remastered قرار داده شد، یک نسخه به روز شده برای پلی‌استیشن ۴ در تاریخ ۲۹ ژوئیه ۲۰۱۴ و سپس به عنوان یک بسته الحاقی مستقل برای PS3 و PS4 در تاریخ ۱۲ مه ۲۰۱۵ منتشر شد. بازی از دید سوم شخص روایت می‌شود. بازیکن از سلاح گرم، اسلحه دست‌ساز و مخفی‌کاری برای دفاع در برابر انسان‌ها و موجوداتی انسان‌نما آلوده به ویروس جهش یافته قارچ سرچماقی‌ها استفاده می‌کند. بازیکن می‌تواند از طریق حالت "Listen Mode" دشمنان را از طریق افزایش حس شنوایی و آگاهی پیدا کند. این بازی همچنین دارای یک سیستم کاردستی است که به بازیکنان امکان می‌دهد سلاح‌ها را از طریق بروزرسانی‌های شخصی‌سازی کنند.
آخرین بازمانده از ما: رها شده به دلیل تحسین منتقدان از آخرین بازمانده از ما به شدت مورد انتظار بود. به‌طور کلی، بازی توسط منتقدان مورد پسند قرار گرفت، به ویژه برای داستان پردازی، شخصیت پردازی و به تصویر کشیدن شخصیت‌های زن و ال‌جی‌بی‌تی (از جمله بوسه الی و رایلی که از نظر منتقدان «یک لحظه غیرمنتظره» برای بازی‌های ویدیویی است), در حالی که برخی از سکانس نبرد در اواخر بازی انتقاد کردند که به عقیده برخی «غیر طبیعی» و «اجباری» بود. مانند عنوان قبل، بازی چندین جایزه و نامزدی دریافت کرد.